# Pacific Village I y II
Las Torres Pacific Village I y II son un complejo de edificios ubicados en el sector de Punta Pacífica, Panamá. La Torre II estuvo lista en el 2008 y la Torre I en el 2009

## La Forma
- Su altura es de 178 metros y tiene 47 pisos.
- Consta de 4 ascensores.

## Detalles Importantes
- Su uso es exclusivamente residencial.
- Su construcción comenzó en el 2005 y finalizó en el 2009.

## Datos clave
- Altura-Total: 178.9 metros.
- Espacio total - --- m².
- Condición: Construido.
- Rango: 	
  - En Panamá: 2009: 9.º lugar.
  - En Latinoamérica: 2009: 17.º lugar